# Ordre des pharmaciens du Québec
Pour les articles homonymes, voir Ordre des pharmaciens.
L'Ordre des pharmaciens du Québec (OPQ) a pour mission première la protection du public. Cette mission s’accomplit en encourageant les pratiques pharmaceutiques de qualité et en faisant la promotion de l’usage approprié des médicaments au sein de la société.
L'Ordre compte plus de 10 000 membres. Plus de 7000 d’entre eux exercent à titre de salarié ou de propriétaire dans 1900 pharmacies privées et plus de 1900 pratiquent au sein des établissements publics de santé du Québec. Plus de 1000 pharmaciens œuvrent également à titre d’enseignant ou pour des organismes publics, associatifs ou communautaires.

## Histoire
Une histoire en trois temps
- 1870 : fondation de l'Association pharmaceutique de la province de Québec
- 1944 : l’Association devient le Collège des pharmaciens
- 1974 : avec l'adoption du Code des professions, le Collège devient l'Ordre des pharmaciens du Québec

C’est en 1974, après plusieurs années de travail, que l’État québécois met en place le système professionnel québécois en adoptant le Code des professions. Celui-ci encadre les ordres professionnels par un ensemble de règles et leur confie une mission de première importance : veiller à la protection du public en assurant la compétence et la qualité des services offerts par leurs membres.

## Mission, vision et valeurs
La mission de l'Ordre des pharmaciens du Québec est de veiller à la protection du public. Cette mission s’accomplit en encourageant les pratiques pharmaceutiques de qualité et en faisant la promotion de l’usage approprié des médicaments au sein de la société.
Pour remplir sa mission, l'Ordre doit notamment :
- Délivrer les permis d'exercice de pharmacien;
- Guider le pharmacien dans l'exercice de sa profession;
- Veiller au maintien et évaluer la compétence des pharmaciens;
- Recevoir et traiter les plaintes du public;
- Contrôler l'exercice illégal de la pharmacie;
- Intervenir publiquement sur des questions reliées à l'usage des médicaments.

La vision de l’Ordre est d'être une organisation mobilisatrice, en phase avec les besoins de la population et adaptée aux défis de la pratique professionnelle.
L’Ordre, ses administrateurs et ses employés s’acquittent de leurs obligations qui découlent des dispositions légales et règlementaires, dans l’observance des valeurs suivantes :
- Adaptabilité : Faire preuve d’ouverture, de souplesse face à différentes idées et perspectives, dans un environnement en constante évolution.
- Pragmatisme : Être orienté vers l’action pratique et efficace, tout en valorisant l’apprentissage par l’expérience
- Collaboration : Collaborer entre les équipes et avec les parties prenantes, d’égal à égal, avec bienveillance, humilité et en utilisant les compétences et les forces de chacun, afin d’atteindre un but commun.
- Innovation : Explorer les approches et les idées créatives afin d’améliorer nos façons de faire pour répondre aux défis de l’organisation et de la pratique professionnelle.
- Courage : Agir avec courage et détermination dans des situations difficiles, malgré les incertitudes, les risques et les pressions.

## Réglementation
La pharmacie est une profession reconnue par le système professionnel mis en place par l’État québécois. Cette reconnaissance implique la présence d’un cadre législatif et réglementaire que tout membre de la profession doit respecter, sous peine de sanctions. Les pharmaciennes et pharmaciens québécois sont assujettis notamment à la Loi sur la pharmacie, au Code des professions ainsi qu’à divers règlements, dont le Code de déontologie des pharmaciens.
C’est sous l’objectif fondamental de protéger le public que cette législation et cette réglementation ont été adoptées.
La législation définit, régit et délimite la profession et ses activités. Les règlements visent à assurer un exercice professionnel répondant à de hauts standards de qualité et d’éthique et empreint de professionnalisme dans chaque dimension de l’exercice de la pharmacie.

## Liste des présidents
- Benjamin Lyman (1870 – 1872)
- Nathan Mercer (1872 – 1873, 1874 – 1875)
- Henry Lyman (1873 – 1874)
- Henry Gray (1875 – 1877, 1891 – 1893)
- Edmond Giroux (1877 – 1879, 1885 – 1886)
- Alexander Manson (1879 – 1883)
- H. T. Jackson (1883 – 1885)
- Séraphin Lachance (1886 – 1887, 1900 – 1904)
- Joseph Contant (1889 – 1891, 1893 – 1895)
- R.W. Williams (1895 – 1899)
- Alexis Robert (1899 – 1900)
- J.E. Tremble (1904 – 1915)
- J.E.W. Lecours (1915 – 1917)
- J.A.D. Godbout (1917 – 1918)
- J.E. Barnabé (1918 – 1919)
- A.D. Quintin (1919 – 1920)
- J.E. Vadeboncoeur (1920 – 1922)
- G.A. Lapointe (1922 – 1927, 1934 – 1953)
- P.J. Leduc (1927 – 1929)
- A.F. Larose (1929 – 1932)
- Henri Groulx (1932 – 1934)
- Paul H. Soucy (1953 – 1959)
- J.C. Cusson (1959 – 1962)
- Georges Filteau (1962 – 1963)
- Jean Dicaire (1963 – 1966)
- Pierre Gouin (1966 – 1969)
- Jacques Gagnon (1969 – 1981)
- Jean-Claude Marquis (1981 – 1989)
- Claude Lafontaine (1989 – 1993)
- Jean-Pierre Grégoire (1993 – 1995)
- Jeannine Matte (1995 – 1999)
- Paul Fernet (1999 – 2003)
- Jean-Yves Julien (2003 – 2005)
- Claude Gagnon (2005 – 2009)
- Diane Lamarre (2009 – 2014)
- Bertrand Bolduc (2014 – 2023)
- Jean-François Desgagné (2023 – )[1]